# The Truth About Love – oder: Was du niemals wissen wolltest…
The Truth About Love – oder: Was du niemals wissen wolltest… (The Truth About Love) ist eine britische Filmkomödie von John Hay aus dem Jahr 2005. Im Fernsehen lief der Film unter dem Titel Aus Lust und Liebe. Das seinerzeitige Filmplakat stellte die Fragen: „Wie weit würdest du gehen, um deinen Mann zu testen? Wie weit würdest du gehen, um ihn zu behalten?“ Jennifer Love Hewitt muss sich in ihrer Rolle diese Fragen stellen. Der Mann, der sie schon lange liebt, wird von Dougray Scott verkörpert, ihr Ehemann von Jimi Mistry.

## Handlung
Die Krankenschwester Alice Holbrook ist mit dem Anwalt Sam verheiratet. Ihre zynische Schwester Felicity bringt sie auf die Idee, die Treue von Sam zu testen. Felicity zeichnet sich dadurch aus, dass ihre Beziehungen durchgehend sehr kurzlebig sind. Alice schickt ihrem Mann also eine Valentinskarte, in der sie ihm anonym ein intimes Treffen anbietet. Außerdem verrät sie in dem Schreiben die Telefonnummer des Handys, unter der sie erreichbar ist. Ihrer Schwester erklärt sie, dass Sam keine Geheimnisse vor ihr habe, was Felicity allerdings in Abrede stellt. Als Alice bereits glaubt, Sam würde sich nicht melden, ruft er doch noch an. Sam, der glaubt, dass er mit seiner Geliebten Katya, einer exzentrischen Malerin, telefoniert, von deren Existenz Alice keine Ahnung hat, betreibt Telefonsex mit seiner eigenen Frau, die er nicht erkennt. Sams Geliebte wiederum reagiert irritiert als Sam ihr von seiner Vermutung erzählt.  
Der mit dem Ehepaar Holbrook befreundete Archie Gray, der im selben Anwaltsbüro wie Sam arbeitet, und heimlich in Alice verliebt ist, kommt Alice, deren Enttäuschung über Sam groß ist, dadurch näher. Andererseits gefällt Alice ihre neue Rolle als Verführerin Anonymus, die das Verlangen ihres Mannes durchaus noch entfachen kann. Stets achtet sie darauf, dass ihre Begegnungen anonym bleiben, was Sam noch einen zusätzlichen Kick zu geben scheint.
Als Sam und Alice wieder einmal ein Treffen in einer Wohnung vereinbart haben, bei dem Sam sich die Augen verbinden muss, bevor er eintritt, und in der Alice als seine Domina wartet, hält sie es nicht mehr länger aus und läuft davon, als er beteuert, dass er seine Frau nie geliebt habe und sie im Vergleich zu Anonymus nichts sei. Am Hauseingang trifft sie auf Sams Geliebte Katya, die ihm heimlich gefolgt ist und Alice nun heftig beschimpft, da sie glaubt, dass Alice eine weitere Geliebte ihres Liebhabers sei, den sie als ihren Mann bezeichnet. 
Alice ist mit den Nerven am Ende, setzt sich auf den Bürgersteig und weint bitterlich. Letztendlich und fast zu spät, wird ihr jedoch klar, dass es einen Mann gibt, der sie aufrichtig liebt, ihr guter Freund Archie. Der ist gerade unterwegs zum Bahnhof, um sich nach Japan abzusetzen, da er irrtümlich davon ausgeht, dass Alice einen Liebhaber hat, und seine Chancen nun gleich Null sind. Alice hetzt dorthin und kann Archie, obwohl der Zug sich schon in Bewegung gesetzt hat, dazu bringen, sein Abteil zu verlassen, um sie zu umarmen. Alice weiß nun endlich, dass es einen Mann gibt, für den sie die perfekte Frau ist.

## Produktion

### Produktionsnotizen, Dreharbeiten
Produziert wurde der Film von Impact Film & TV, Piccadilly Pictures, Lex Filmed Entertainment, Take 3 Partnership und Take Partnership, vertrieben von First Look International sowie von Lighthouse Home Entertainment und Starmedia Home Entertainment.
Die Filmaufnahmen entstanden unter anderen im Zeitraum 10. April bis 24. Mai 2004 an der Clifton Suspension Bridge, einer Kettenbrücke, die das Wahrzeichen von Bristol ist, sowie in Clifton selbst, am Bristol Central Library (Gebäude, in dem der Gerichtssaal ist), auf dem Bahnhof Bristol Temple Meads, auf dem Bahnhof Cardiff Central und in der Guild Hall in Bath in der Grafschaft Somerset.

### Soundtrack
- Somethin’ Stupid von C. Carson Parks, gesungen von Robbie Williams und Nicole Kidman
- Love Bug von und mit Rick Guard
- Every Breath You Take von Sting, gesungen von Jennifer Love Hewitt und Kate Miles sowie von The Soho Stiltons
- Massage Baby von und mit Jonas Persson
- Men Of Harlech (aka Danny Harlow Is A Bender), traditionelle Weise, Vortrag: The Music Sales Big Boy Choir
- John Brown’s Body (aka Danny Harlow Is A Poof), traditionelle Weise, Vortrag: The Music Sales Big Boy Choir
- Ten In A Bed (aka Roll Over), traditionelle Weise, Vortrag: The Music Sales Big Boy Choir
- How Does It End von Skin und Len Arran, Vortrag: Skin
- Wheels von Norman Petty, Vortrag: Rick Cardinali
- Non-Stop, Vortrag: Nathan Whitey
- Hit Me With Your Rhythm Stick von Ian Dury und Chaz Jankel, Vortrag: Ian Dury and The Blockheads
- Porno Baby von und mit Jonas Persson und Rick Cardinali
- Reggae Baby von und mit Jonas Persson und Rick Cardinali
- Beautiful View, Vortrag: Shonagh Daly
- I Want To Be Evil (Flirty Mix) von Raymond Taylor und Lester Judson, Vortrag: Eartha Kitt
- I’m Too Sexy von Fred Fairbrass und Richard Fairbrass und Rob Manzoli, Vortrag: Right Said Fred
- The Truth About Love von Rick Guard und Phil Rice, Vortrag: Rick Guard

### Veröffentlichung
Am 21. April 2005 wurde die Filmkomödie in Südkorea veröffentlicht, im Juli 2005 in den Vereinigten Arabischen Emiraten, Thailand und Singapore, im August 2005 in Bahrain, im Libanon, in Oman und auf den Philippinen, im September 2005 in Norwegen (DVD-Premiere), im Oktober 2005 in Indien, den Niederlanden (DVD-Premiere), den USA (DVD-Premiere) und Polen, im Dezember 2005 in Ungarn, im Juli 2006 in Portugal, im November 2006 in Spanien (DVD-Premiere), am 16. Februar 2007 in Vereinigten Königreich, im Januar 2008 in Japan (DVD-Premiere), im Februar 2009 in Schweden (Fernsehpremiere) und im Juli 2012 in Serbien (Fernsehpremiere). Veröffentlicht wurde der Film zudem in Brasilien, Bulgarien, Frankreich, Italien (DVD), Rumänien und Russland.
In Deutschland wurde der Film am 26. Oktober 2005 mit einer deutschen Tonspur von Starmedia Home Entertainment auf DVD veröffentlicht. Im deutschen Fernsehen lief er unter dem Titel Aus Lust und Liebe. 

## Kritik
David Nusair schrieb in Reel Film Reviews, der Film sei „vorhersehbar“ und beinhalte „Klischees“. Die „absonderliche“ Handlung ziehe den Zuschauer trotz der Teilnahme der „ansehnlichen“ Darsteller wie Jennifer Love Hewitt und Dougray Scott nicht in den Film hinein.
Für Paul Arendt von BBC Home ist es in der Regel ein schlechtes Zeichen, wenn ein Film erst mehrere Jahre nachdem er gedreht worden ist, ins Kino kommt. Gelegentlich bekomme man ein Juwel, aber meistens nur Schund wie nun mit The Truth About Love. Arendt sprach von einem erbärmlich schlechten Film, der auf eine müde Art vorhersehbar sei, sodass man sich wünschen würde, zuhause geblieben zu sein und sich lieber Notting Hill ausgeliehen zu haben. Als Pluspunkt wurde gewertet, dass Love Hewitt so gut wie immer sei und einen entsprechenden britischen Akzent setze, während Bristol als attraktive und relativ unberührte Kulisse diene.
Völlig anders beurteilte Monica Meijer vom Cinemagazine den Film, die meinte, er mache Spaß und sei so originell, dass man sich vorstellen könne, den Partner selbst zu testen. Der Film enthalte sympathische Charaktere und ansprechende Dialoge, besonders von Felicity (Kate Miles), die eine Art Nymphomanin spiele, die sich nur mit verheirateten Männern einlasse und damit das Gegenteil ihrer treuen Schwester Alice sei. Eines der Highlights spiele am Ende des Films am Bahnhof, sehr komisch und sehr gut gespielt.
Robert Flaxman von EFilmCritic meinte, der Film wisse nicht, was er eigentlich sein wolle: Auf der einen Seite eine verrückte Sexkomödie, auf der anderen Seite eine ernsthafte Romanze. Auch gebe es kaum einen Versuch, einen der Charaktere zu entwickeln, was Alice’ Wahl zwischen ihrem eindimensionalen, schlampigen Ehemann und dem ebenso eindimensionalen treuen besten Freund sowohl uninteressant als auch völlig einfach mache. Mit einer schlecht gezeichneten und hoffnungslosen Klischee-Romantik und einer bizarren puritanischen Einstellung zu allem Sexuellen sei The Truth About Love eine Art romantische Komödie, die allerdings keinen dieser Punkte erfülle.
Stuart O’Connor, Chefredakteur von Screenjabber, konnte als einziges Positives aus dem Film ziehen, dass er die Schlüsselfrage aufwerfe, wie um alles in der Welt kann Müll wie dieser hergestellt werden?, und wieso nennt man so etwas eine romantische Komödie, da der Film weder romantisch noch komisch sei. Möglicher Spaß oder Originalität würden durch eine laienhafte Regie, ein peinliches Drehbuch und eine Verschwörung zerstört, die Jennifer Love Hewitts zugegebenermaßen bewundernswerten Körper so oft wie möglich in Dessous zeige, anstatt etwas zu bieten, das als Unterhaltung erkennbar sei.
Das Lexikon des internationalen Films sprach von einer „verwechslungsreiche[n] romantische[n] Komödie“, die  „dem Genre keine neuen Facetten abgewinn[en]“ könne.